# P18 IK
P18 IK är en svensk idrottsklubb i Visby. Klubben har haft verksamhet inom flera olika sporter, men numera bedrivs framför allt fotboll. Hemmaplan är Visborgsvallen.
Klubben bildades 1905 under namnet I27 IK på Gotlands infanteriregemente, som då hette I 27. Namnet ändrades 1927 tillsammans med regementets till I18 IK. År 1963, då Gotlands regemente bildades, ändrades namnet återigen, till P18 IK. Under 1960- och 1970-talet hade klubben knappt någon verksamhet, men 1975 återstartades ett fotbollslag. Herrfotbollen lades ner 1983 och endast damfotboll blev kvar. Damlaget tog sig 2013 upp i division 1, där man per 2024 fortfarande spelar.
Terränglöparen Ernst Andersson-Rickne tävlade under 1940-talet för klubben, och utsågs till Gotlands främste idrottsman 1943. Clara Markstedt, som haft en lång damallsvensk karriär, har P18 som moderklubb.